# Matmut
 (juillet 2016).
Si vous disposez d'ouvrages ou d'articles de référence ou si vous connaissez des sites web de qualité traitant du thème abordé ici, merci de compléter l'article en donnant les références utiles à sa vérifiabilité et en les liant à la section « Notes et références ».
La Matmut, acronyme de Mutuelle assurance des travailleurs mutualistes, est une société d'assurance mutuelle.
Son siège social se trouve à Rouen en Normandie.

## Historique

Ancien logo de 2003 à 2022.

L'assemblée générale constitutive de la Mutuelle d'assurance des travailleurs mutualistes se tient à Rouen le 7 juillet 1961. Elle reçoit son agrément l'autorisant à réaliser des opérations d'assurance par arrêté du ministre des finances en 1962 et elle fait ses premiers pas en proposant un contrat d'assurance automobile.
Au lancement de ses activités, la Matmut propose dès 1968 une assurance de responsabilité civile familiale et des biens mobiliers et immobiliers. Au cours des années 1970, son développement lui permet d'élargir sa gamme de contrats, à laquelle elle ajoute successivement des assurances des embarcations de plaisance en 1974, des assurances des risques professionnels en 1975 et des assurances de la cellule familiale en 1976. En 1980, est mise en place une structure d'accueil téléphonique.
En 1997, le cap des deux millions de sociétaires est franchi. En 2003, la mutuelle change de logo et de charte graphique.
En 2009, Matmut, MACIF et MAIF créent la société de groupe d'assurance mutuelle SFEREN, un grand pôle mutualiste sur le marché français de l'assurance et des services financiers. 
En 2014, Inter Mutuelles Entreprises, la structure commune de la Macif et de la Matmut spécialisée dans l'assurance IARD des risques entreprises est créée, sous l'impulsion du président de la Macif, Gérard Andreck. La Matmut et la Macif s'engagent dans une alliance au sein de Sferen. Création de Matmut Santé Prévoyance pour porter le risque santé du groupe et d'une Union de Groupe Mutualiste (UGM) avec Ociane.
En 2015, le mode de gouvernance du groupe évolue avec la dissociation des fonctions de Président et de Directeur général.
En 2016, la Macif et la Matmut annoncent l'arrêt de leurs discussions pour former un groupe unique. De nouveaux partenariats sont signés : en Santé avec la mutuelle Ociane, en IARD avec BNP Paribas et Harmonie Mutuelle, en assurance emprunteur avec Mutlog.
En 2017, la Matmut annonce un rapprochement avec AG2R La Mondiale. Sferen Innovation devient Matmut Innovation.
Le 9 mai 2019, le conseil d'administration de la Mondiale, réuni pour faire le point sur les cent premiers jours du groupe nouvellement constitué (au 1er janvier 2019), décide de suspendre la participation de la Mondiale au processus d'unification opérationnelle entre les deux entités.
Le 27 mai 2019, les assemblées générales de la Matmut et de Matmut Mutualité ont officiellement décidé de suspendre les travaux de rapprochement avec AG2R La Mondiale, arrêtés après seulement quatre mois de mariage.
Le projet de rapprochement avec Solimut est interrompu en septembre 2020.
Début 2022, est annoncé l'arrivée au sein de la Sgam Matmut, de la mutuelle MGEFI[source secondaire souhaitée], jusqu'à présent partie prenante du Groupe Vyv.
En décembre 2024, la Matmut annonce avoir signé un protocole d'accord avec HSBC Continental Europe pour le rachat des activités Assurances Vie en France moyennant une transaction de 925 millions d'euros.

## Sponsoring et naming de stade
Cette section ne s'appuie pas, ou pas assez, sur des sources secondaires ou tertiaires indépendantes du sujet. Le texte peut contenir des analyses inexactes ou inédites de sources primaires.
Pour l'améliorer, ajoutez-en, ou placez des modèles {{Source secondaire souhaitée}} ou {{Source secondaire nécessaire}} sur les passages mal sourcés. (mai 2024)
La Matmut est sponsor d'équipes sportives :
- Rugby :
  - Castres olympique ;
  - Stade rouennais rugby (Depuis 2013)[12]
  - Lyon LOU (Depuis 2010)[13] ;
  - Union Bordeaux Bègles (2013 à 2018) ;
  - Montauban Tarn-et-Garonne XV (Jusqu'en 2010) ;
  - Tarbes Pyrénées rugby (Jusqu'en 2014).

- Football : Union sportive Quevilly-Rouen Métropole[14] ;
- Handball : Le Havre AC Handball Féminin. (jusqu'en 2016) [15]

- Basketball :
  - Saint Thomas Basket Le Havre ; (jusqu'en 2016) [15]
  - Rouen Métropole Basket.

- Hockey-sur-glace : Rouen Hockey Elite 76[16].

- Voile :
  - Transat Jacques Vabre ;
  - Vendée Globe.

- Sport automobile : 
  - Alpine Elf Matmut Endurance Team ;
  - IMSA Performance.

### Matmut Stadium
En 2011, après la montée du Lyon OU en Top 14, les dirigeants lyonnais décident de construire un nouveau stade  pour remplacer le vétuste stade Vuillermet. Après avoir étudié plusieurs projets, ils lancent la construction d'une enceinte modulable en lieu et place de leur centre d’entraînement de la plaine des États-Unis au sud de Lyon. Le stade est baptisé Matmut Stadium à la suite d'un accord avec la compagnie Matmut pour un montant d'un million d'euros par an sur une durée de cinq ans. C'est le premier cas de naming dans le rugby français. Il est inauguré lors de la rencontre du challenge européen contre le RC Toulon disputé le 19 novembre 2011.

### Matmut Stadium Gerland
En 2017, le Lyon OU, qui joue en Top 14, rejoint le stade Gerland qui est baptisé Matmut Stadium Gerland à la suite d'un accord avec la compagnie Matmut pour un montant de deux millions d'euros par an sur une durée de dix ans.

### Stade Matmut-Atlantique
Le 3 septembre 2015, le nouveau stade de Bordeaux prend le nom de stade Matmut-Atlantique pour un montant estimé à 2 M€ par an durant 10 ans,. Les recettes du naming reviennent à la société Stade Bordeaux-Atlantique qui a eu la responsabilité de trouver ce sponsor.
En décembre 2024, la Matmut annonce ne pas vouloir reconduire le contrat de naming concernant le stade bordelais en raison du déclassement spectaculaire des Girondins, passés du statut de club européen à club amateur évoluant au quatrième échelon national.